# 織田信正
織田信正（おだ のぶまさ，1554年6月4日—1647年12月21日），日本戰國時代至江戶時代初期的武將人物，織田信長庶長子，母親是側室原田直子（原田直政之妹）。幼名於勝丸，別名村井重勝。官銜帶刀、大隅守、主膳正、侍從。

## 概略
因為織田信忠被做為嫡長子，再加上信正之名被列在系譜最後面，造成有些人以為信正是最幼之子；也有因為信忠在名義上排長子，而造成有些人認為信正年紀應該比信忠小，看法相當多。依照江戶時代的資料，織田信正因為受到濃姬的妒忌，所以早早改由村井貞勝扶養，有一段時間以村井重勝稱之。
永祿9年（1566年），信正元服之後，以別稱帶刀重勝做為名稱，同年與母親移居古渡城成為城主。永祿11年（1568年）織田信長上洛之際初陣，受信長贈與「直指人心見性成佛」的旗幟，打觀音寺城時立下戰功，獲得足利義昭的感狀跟太刀。
天正2年（1574年），娶伯父織田信廣的女兒為妻，成為古渡城主，並且與信廣一樣被稱為大隅守，成為信廣的繼承人。天正3年（1575年），昇任從五位上主膳正，同年6月，拜領正親町天皇贈與的菊桐紋珍器。1577年，昇任從四位下侍從。
而信正的舅舅原田直政（塙直政），在進攻本願寺時戰死，後來原田一家被放逐，雖沒有牽連到信正，但是信正的地位卻多少受到影響。信長與信忠在本能寺之變遇害後，織田家的家臣召開清洲會議，信正的地位也僅止於是家臣與家族分支，沒有繼承權。
後仕從織田信孝，在賤岳之戰後織田信孝被迫自刃，而織田信正也受到連座處分，領地被剝奪，因此在1585年時，織田信正於京都見性院剃髮出家，號「見性軒」，一直活到九十三歲，法名見性寺正譽英巖了盛。
織田信正是織田信長的子女當中年紀大，也是最後一個過世的。他有兩個兒子，一個名為織田信衡娶了織田信孝的女兒，一個名為的壽，但是史書並沒有更多的記載。後來信正葬在京都的見性寺，在那裡也有原田一族的墓地。